# 宝剣岳
宝剣岳（ほうけんだけ）は長野県の木曽山脈（中央アルプス）にある標高2,931 mの山。

## 概要
宝剣岳は木曽駒ヶ岳の南に位置し、東麓の千畳敷カールからは、大きな岩峰として望め、中央アルプスの代表的な風景に挙げられている。この千畳敷カールは国内有数の圏谷であり、付近はお花畑が広がる。急峻な岩峰であり、しばしば滑落事故が発生する。南には、極楽平、島田娘と呼ばれる雪形があり、その先の主稜線は空木岳へと続く。古くから信仰登山の対象であった。1795年（寛政7年）に麓の宮田村の小町谷文五郎と唐木五郎右衛門が山頂に不動尊を奉納した。
天保八年の記録
「錫杖嶽（宝剣岳）の東に少し平らか成草原あり、是駒飼原（千畳敷）といふとぞ、かかる厳窟の間に草原も又珍敷見事成」

## 山名の由来
山名は、山岳信仰によるものとされている。江戸時代後期には、絵図で「錫杖嶽」と書かれ、その後「剣ヶ峰」とも呼ばれていた。1811年（文化8年）に、下諏訪の寂本法師が山頂に重さ7貫目（約26 kg）の錫杖を奉納したことから「錫杖岳」とも呼ばれる。明治時代の地図には『寶剱嶽』の文字が使われている。
名称は時代と共に変化をする。剱ヶ崟(剣ヶ峰)、錫杖嶽(錫杖ヶ岳)、剣ヶ峰、寶剱嶽(宝剣岳)

## 登山
標高2,600 m 付近の千畳敷までは駒ヶ岳ロープウェイで簡単に上がることができ、千畳敷カールには遊歩道がある。
宝剣岳の登山道は過去に多くの滑落事故が発生しており、多くの人命が失われている。頂上を目指す為には岩場を登るための知識及び登攀技術（「三点支持法」など）、標高の高い山の登山に適した服装や装備が必要となる。また、ロープウェイを利用しすぐに頂上を目指す場合、体が低酸素の環境に慣れていないことから、高山病にかかりやすくなっていることも留意する。
- 千畳敷から乗越浄土経由で宝剣岳へ向かうルートは急勾配であり、乗越浄土から宝剣岳山頂までは岩場や鎖場が続く難路となっている。
- 千畳敷から極楽平を周回するルートは、極楽平から宝剣岳山頂までやはり急峻な岩場や鎖場が長く続く難路である。
- 他に千畳敷から岩場を登り山頂を直接目指すルート等があるが、ロッククライミングの高度な技術を持つ者以外は登攀不可能である。

山頂には高さ5 m 程の先端が尖った巨石があり、巨石の頂上部は一人が立つことのできる程度の広さがある。360度の展望が得られるが、登下降の際に注意が必要であり、岩登りの技術の低い者は事故防止のため登らない方が無難である。

### 周辺の植物
山頂周辺は、森林限界のハイマツ帯である。コバイケイソウ、コマウスユキソウ、チシマギキョウ、イワツメクサ、イワベンケイ、シャクナゲ、トウヤクリンドウ、アキノキリンソウ、ミヤマキンバイなどの高山植物が登山道で見られる。天狗山荘近くには、コマクサ園がある。

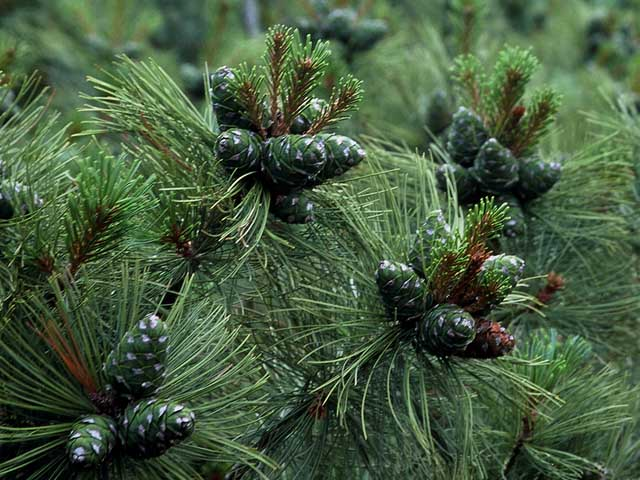
ハイマツ
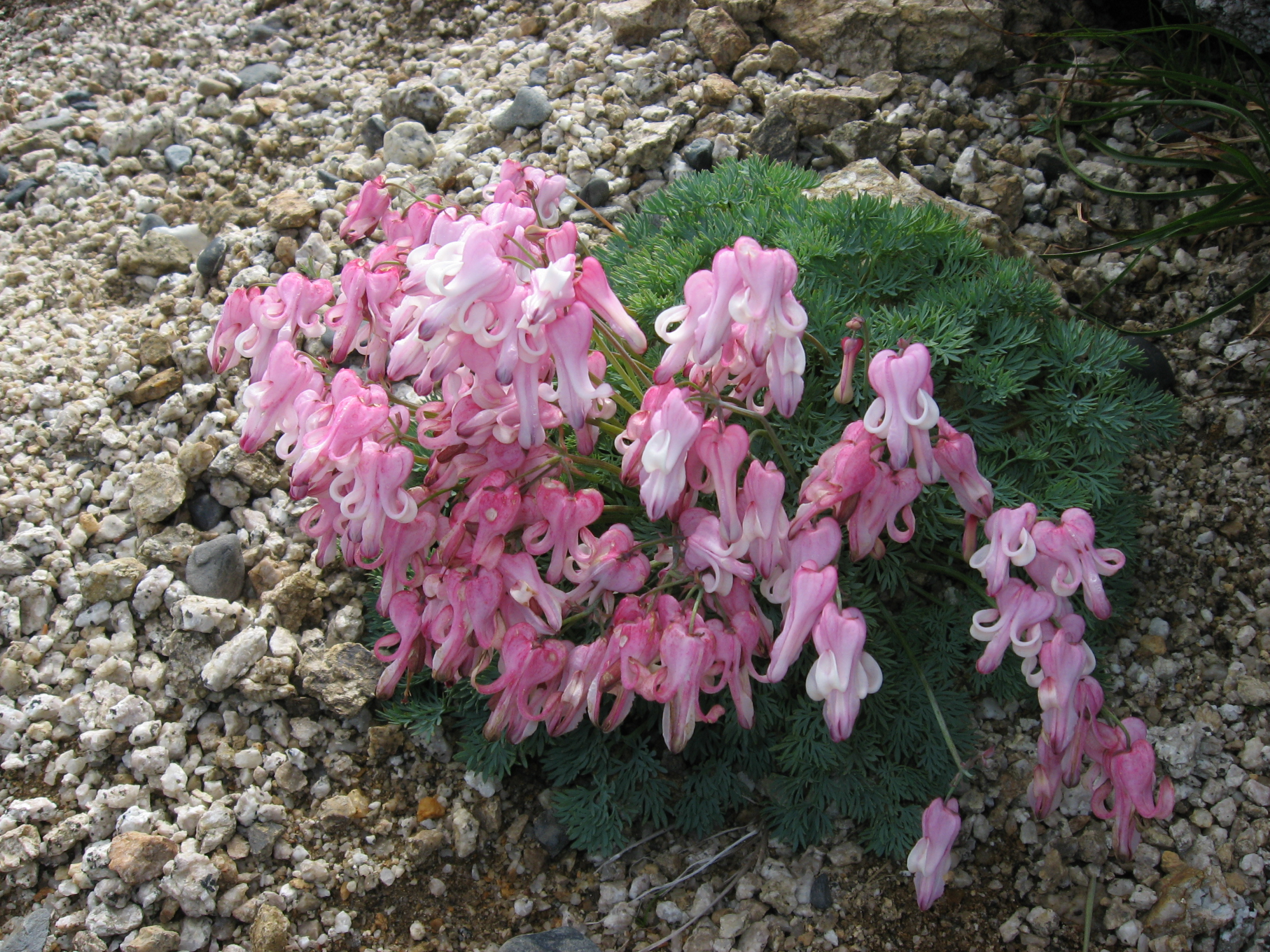
コマクサ
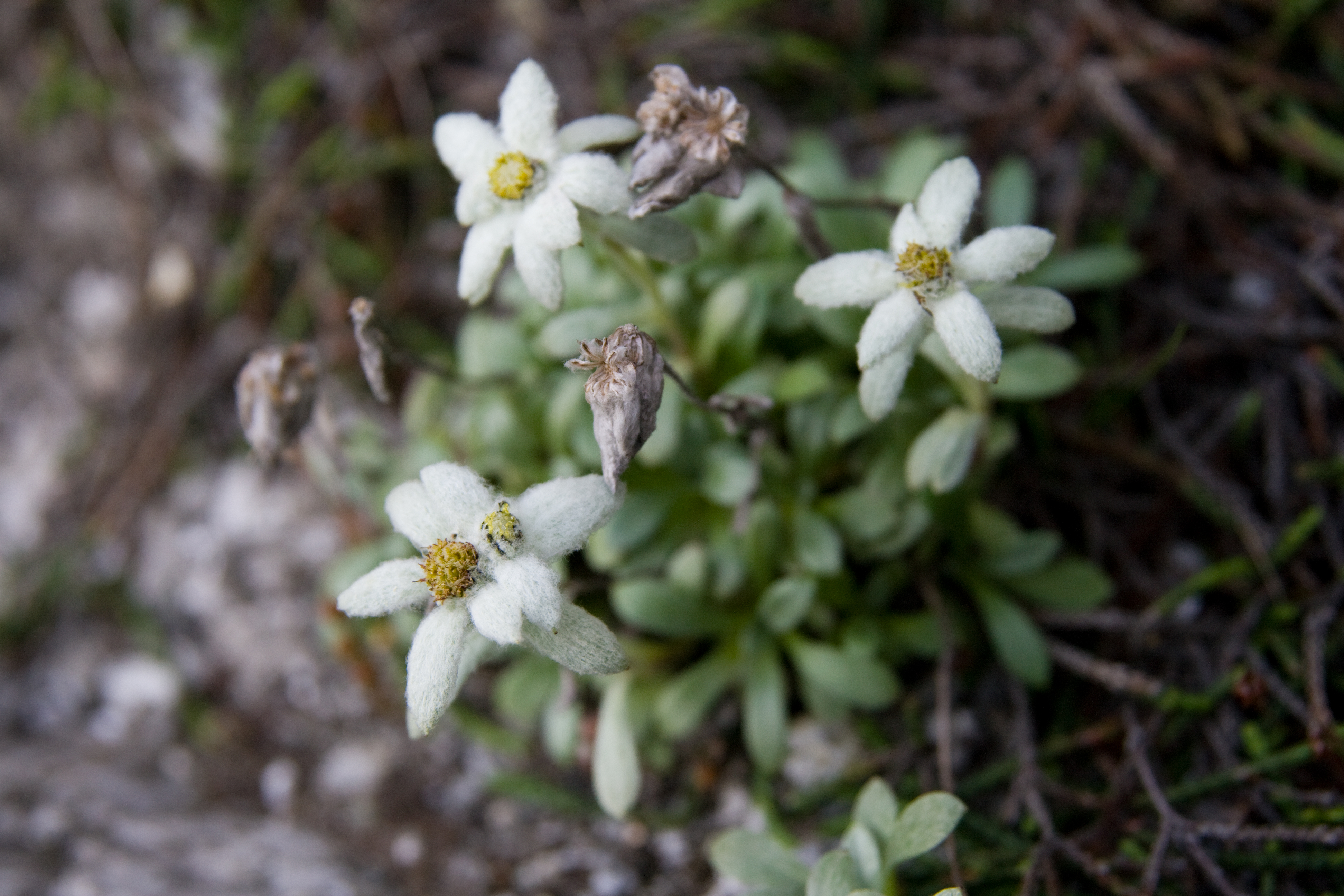
コマウスユキソウ
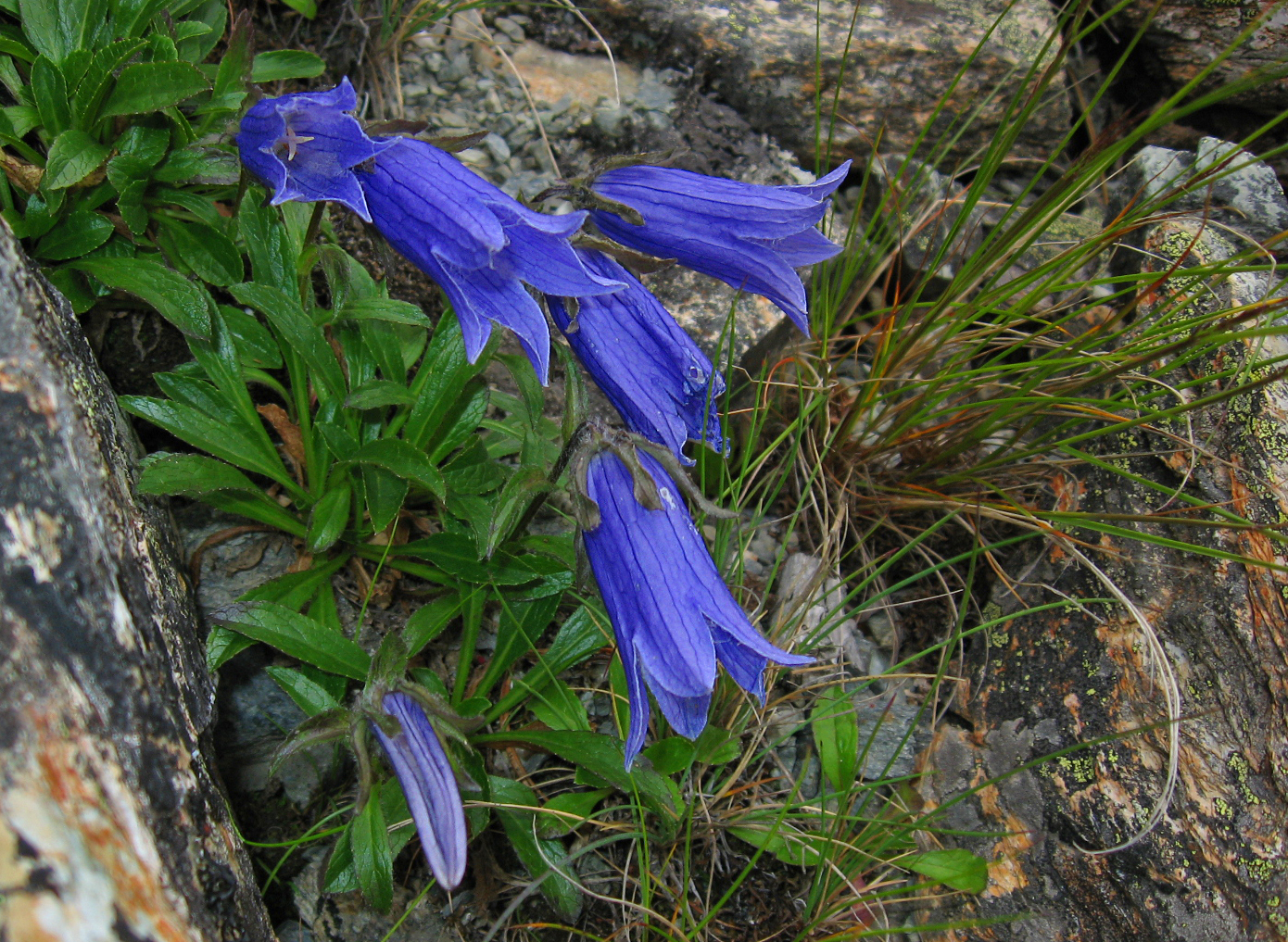
チシマギキョウ
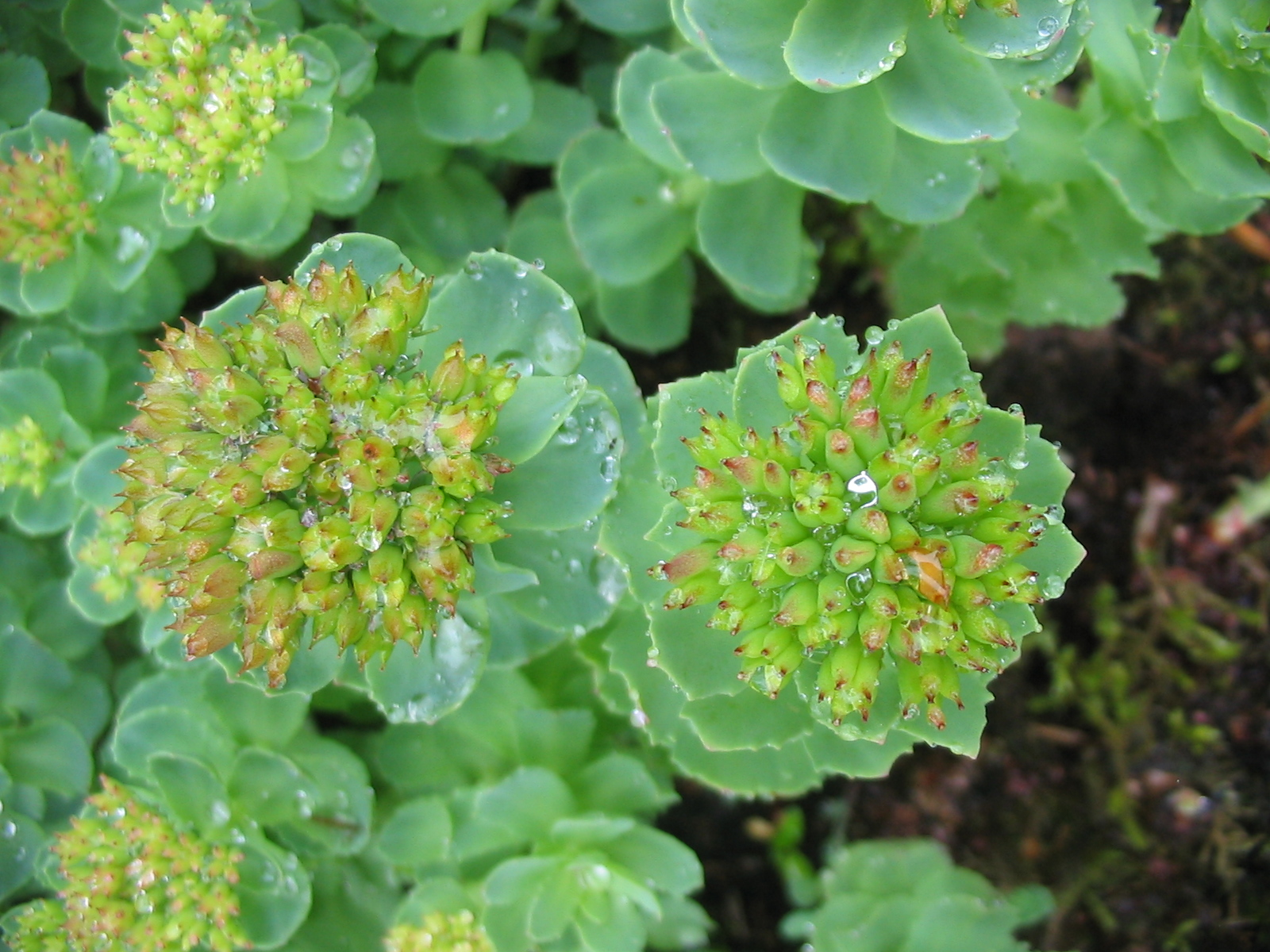
イワベンケイ
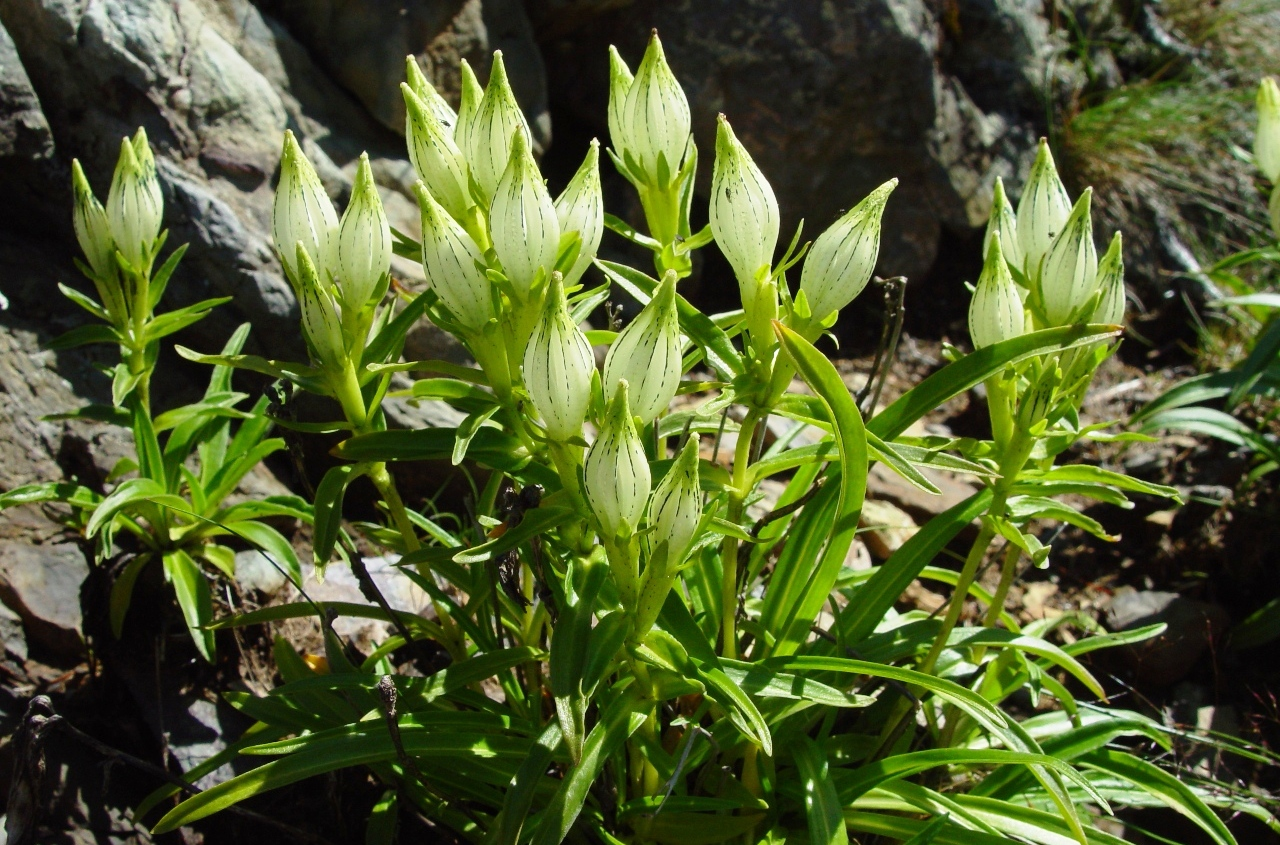
トウヤクリンドウ

### 山小屋とホテル

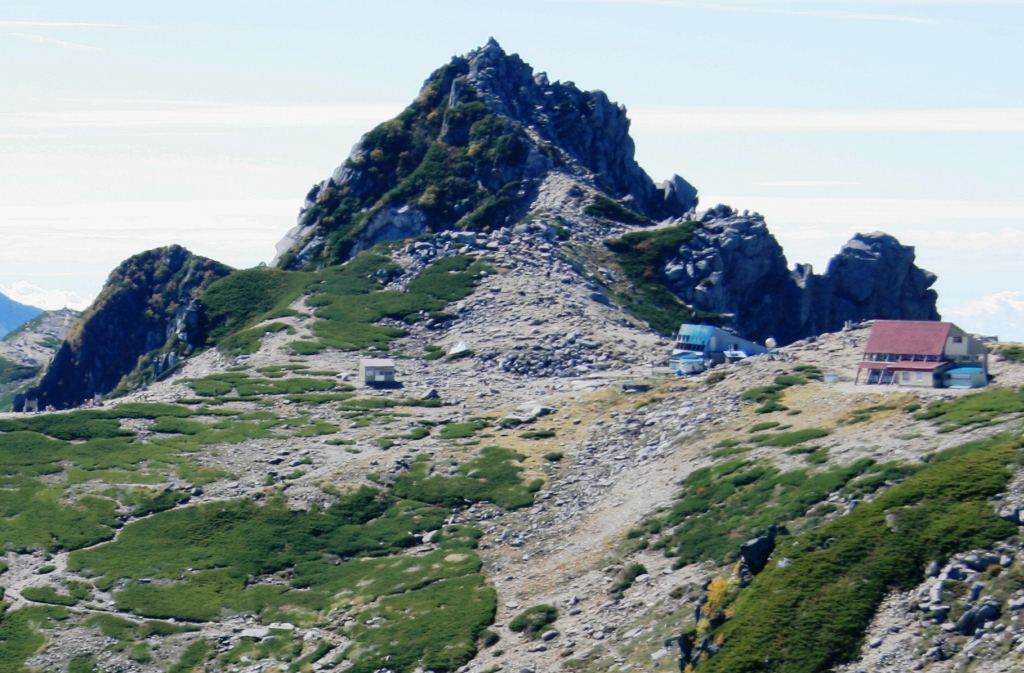
宝剣岳山頂北側の山小屋
宝剣山荘と天狗荘

宝剣岳と木曽駒ヶ岳周辺には、多くの山小屋などの宿泊施設がある。中央アルプスの有人の山小屋は、すべて完全予約制となっている。頂上木曽小屋のみに、キャンプ指定地がある。
- 宝剣山荘
- 天狗荘
- 頂上山荘
- 頂上木曽小屋
- 玉ノ窪山荘
- ホテル千畳敷（千畳敷駅にある通年営業のホテル）

## 地理

### 周辺の山
宝剣岳は木曽山脈の主稜線上にあり、木曽駒ヶ岳や檜尾岳へと繋がっている。

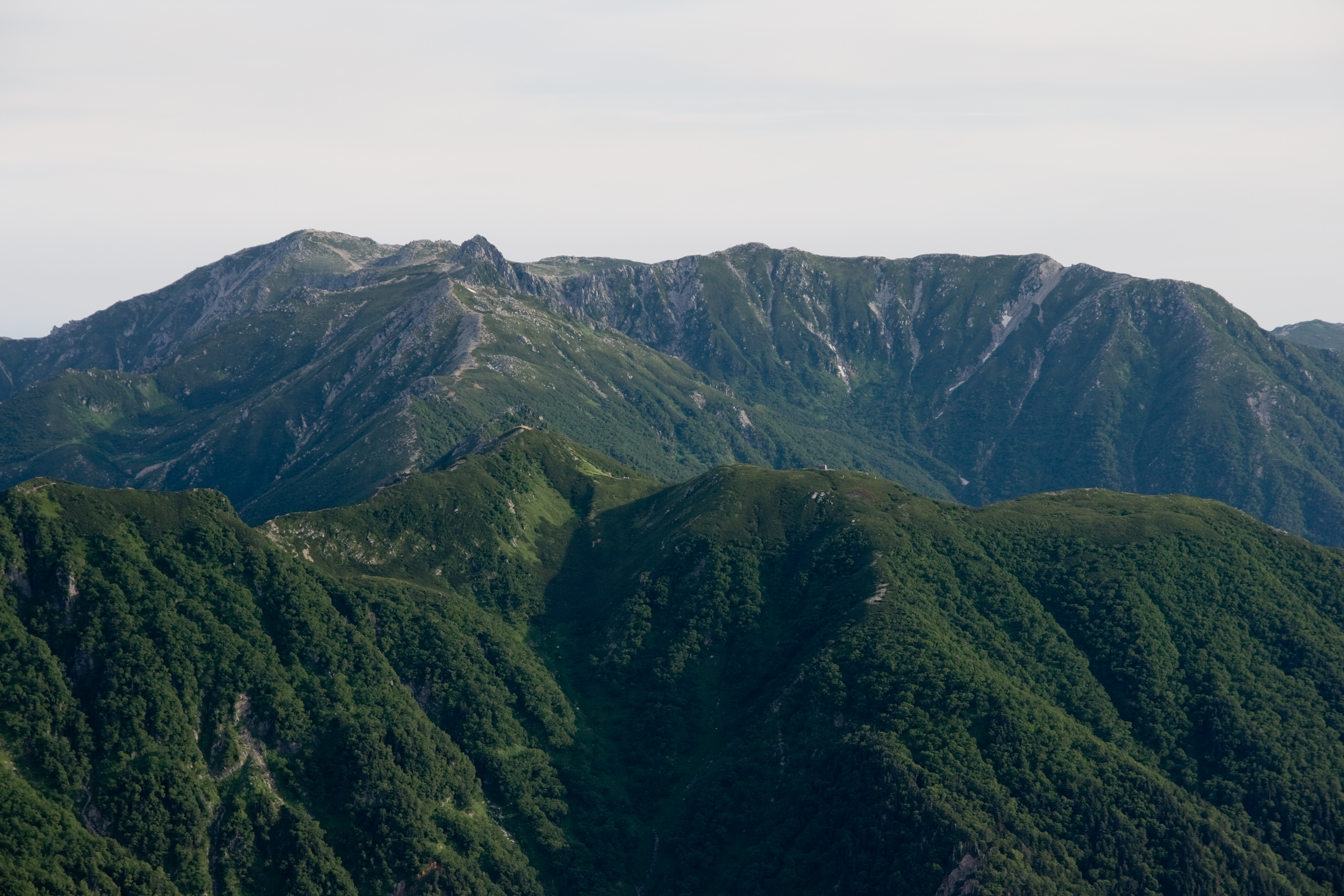
空木岳より望む宝剣岳の周辺（解説画像）

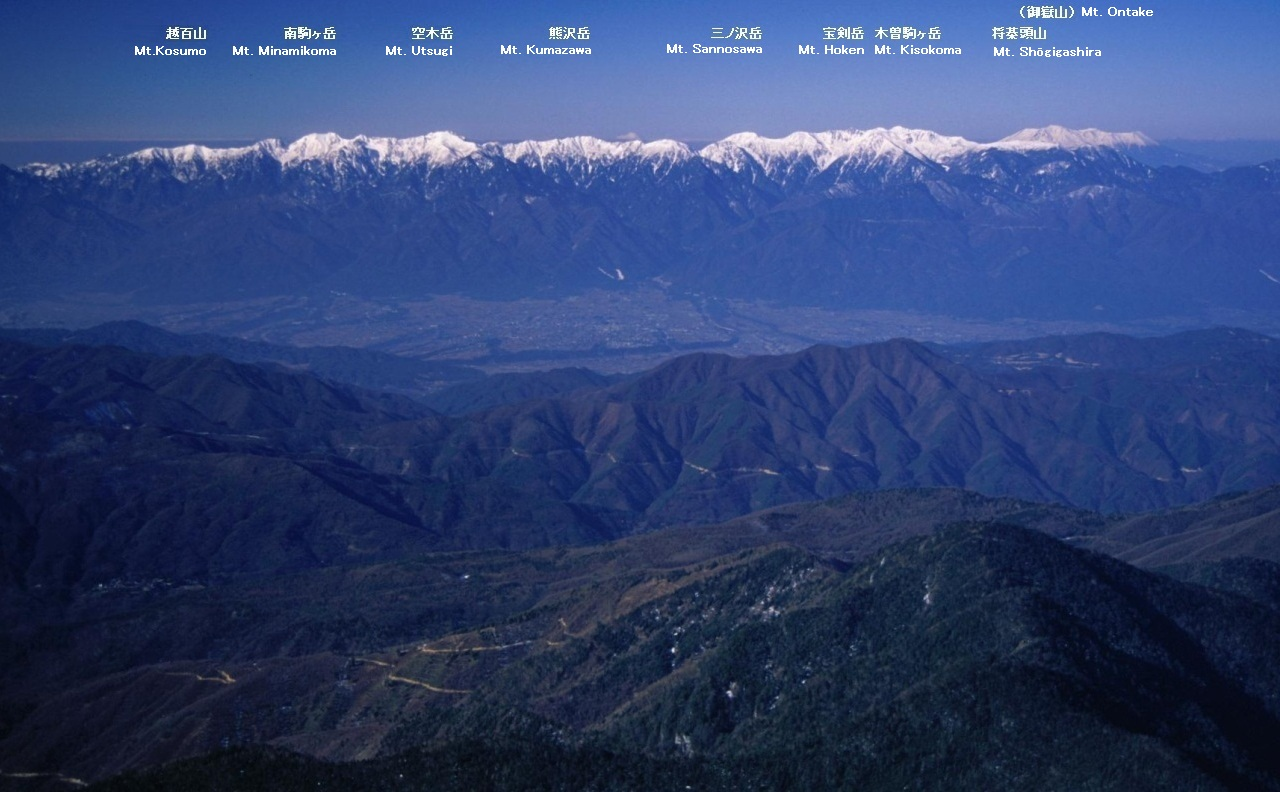
仙丈ヶ岳から望む周辺の山

| 山容                                                    | 山名       | 標高 (m) | 三角点等級 基準点名 | 宝剣岳からの 方角と距離(km) | 備考                        |
| ------------------------------------------------------- | ---------- | -------- | ------------------- | --------------------------- | --------------------------- |
| 北西山麓の木曽駒高原から望む麦草岳（2008年4月25日撮影） | 麦草岳     | 2,73321  | 三等                | 北西 2.9                    |                             |
|                                                         | 木曽駒ヶ岳 | 2,955.95 | 一等 「信駒ケ岳」   | 北 1.0                      | 木曽山脈の最高峰 日本百名山 |
|                                                         | 伊那前岳   | 2,883.44 | 一等 「前岳」       | 東 1.0                      | 勅銘石                      |
|                                                         | 中岳       | 2,925    |                     | 北 0.5                      |                             |
|                                                         | 宝剣岳     | 2,931    |                     | 0                           | 氷食尖峰                    |
|                                                         | 三ノ沢岳   | 2,846.48 | 三等 「三ノ沢」     | 南西 2.1                    |                             |
|                                                         | 檜尾岳     | 2,727.74 | 三等 「梯子樽」     | 南 3.3                      | 檜尾小屋が所在              |
|                                                         | 空木岳     | 2,863.71 | 二等 「駒ケ岳」     | 南 7.0                      | 日本百名山                  |

### 源流の河川
源流となる以下の河川は、太平洋と伊勢湾へ流れる。
- 黒川、中御所谷　（太田切川の支流）
- 滑川、伊奈川　（木曽川の支流）

### 交通・アクセス
- 最寄りの駅は、伊那側がJR東海飯田線の駒ケ根駅で、木曽側が中央本線の上松駅である。
- 最寄りのインターチェンジは、中央自動車道の駒ヶ根インターチェンジである。
- 駒ヶ岳ロープウェイを利用して、終点の千畳敷駅から登られることが多い。

## 宝剣岳の風景
- 麓の駒ヶ根市役所にはライブカメラが設置してあり、その山容を望むことができる[9]。赤石山脈（南アルプス）の稜線、御嶽山、小秀山などから木曽山脈の中に小さく尖った分かり易い山容が望める。
- 宮田村宝剣山荘等に宮田村中央アルプス駒ヶ岳ライブカメラが設置してあり、山小屋営業シーズンに間近の宝剣岳や天狗岩、中岳、木曽駒ヶ岳などを眺めることができる。

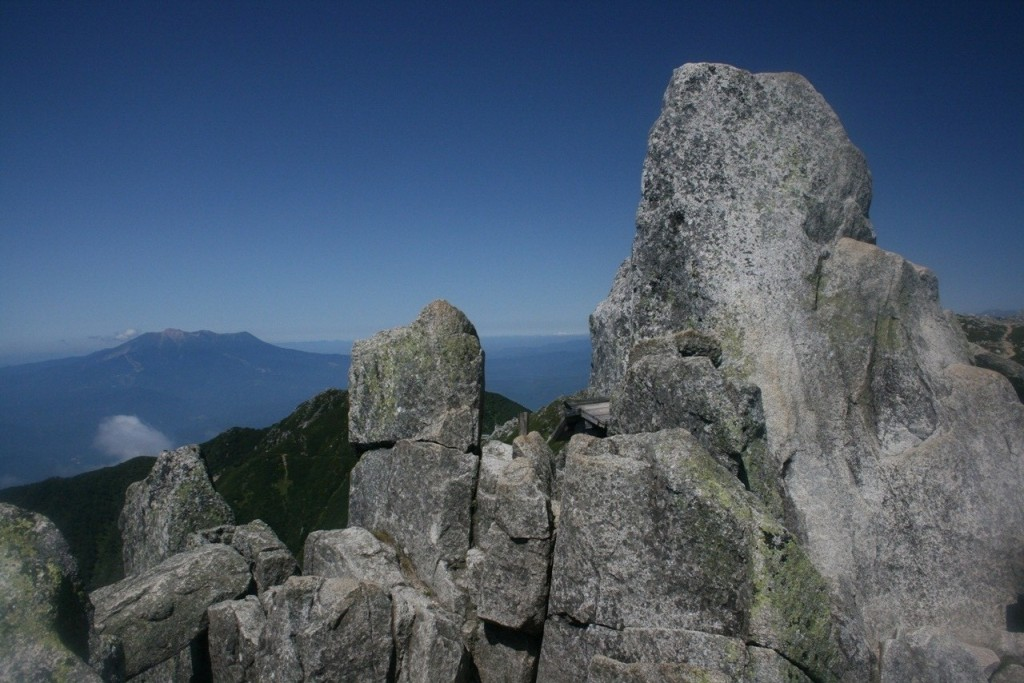
宝剣岳山頂の巨石 左奥に御嶽山
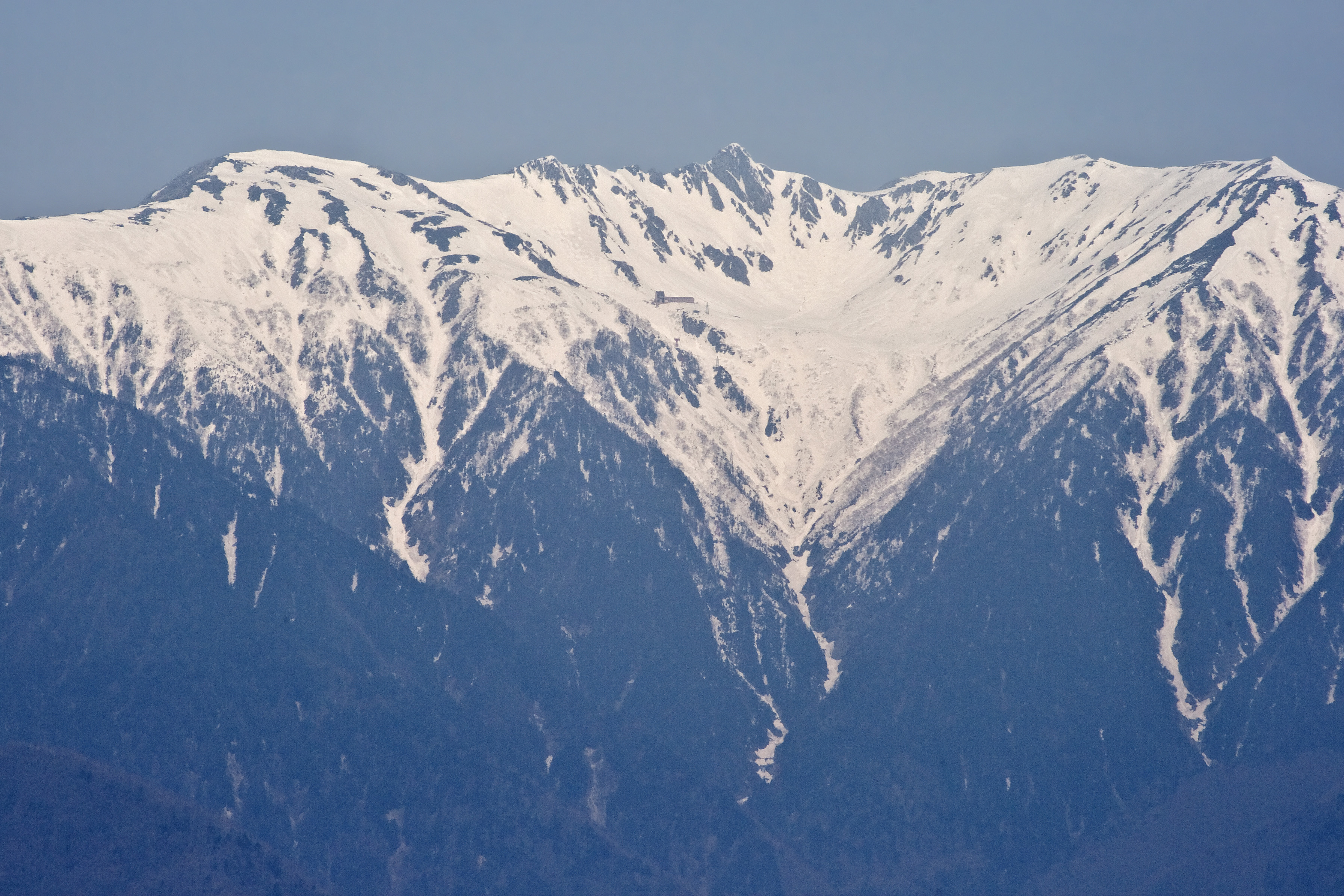
（東側）陣馬形山から望む 宝剣岳と千畳敷カール
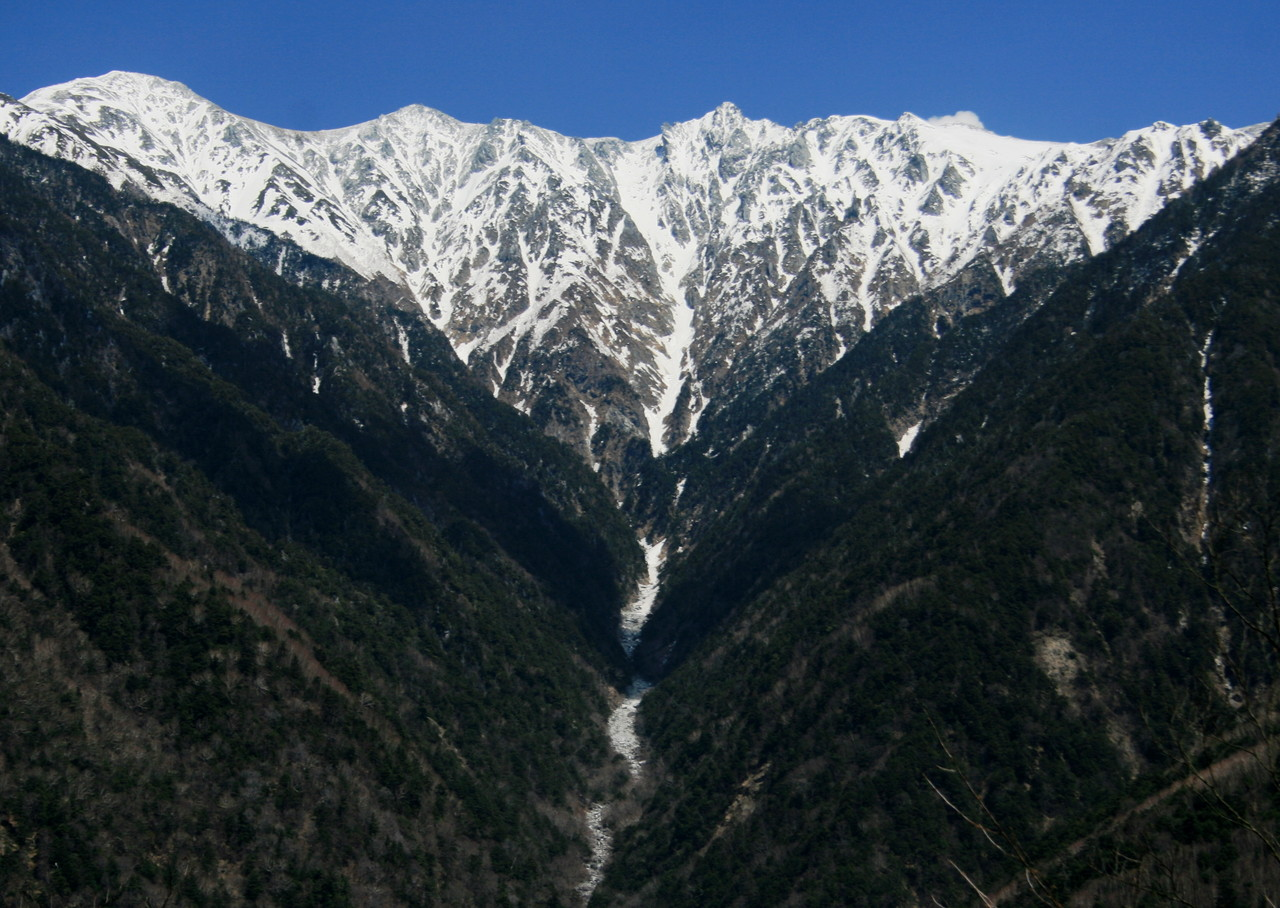
（西側）風越山から望む 滑川源流部と宝剣岳
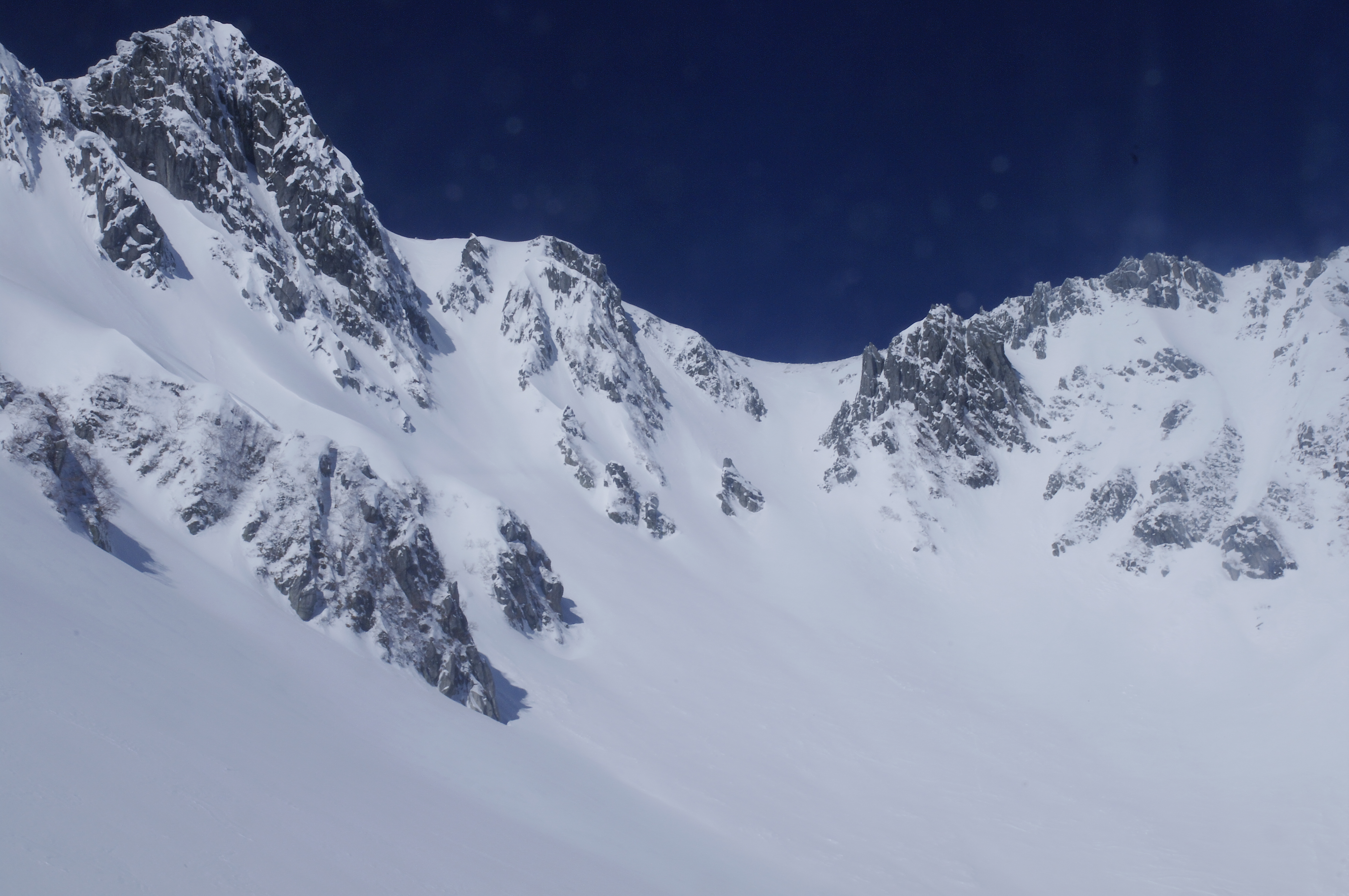
千畳敷から望む 厳冬の宝剣岳と千畳敷カール
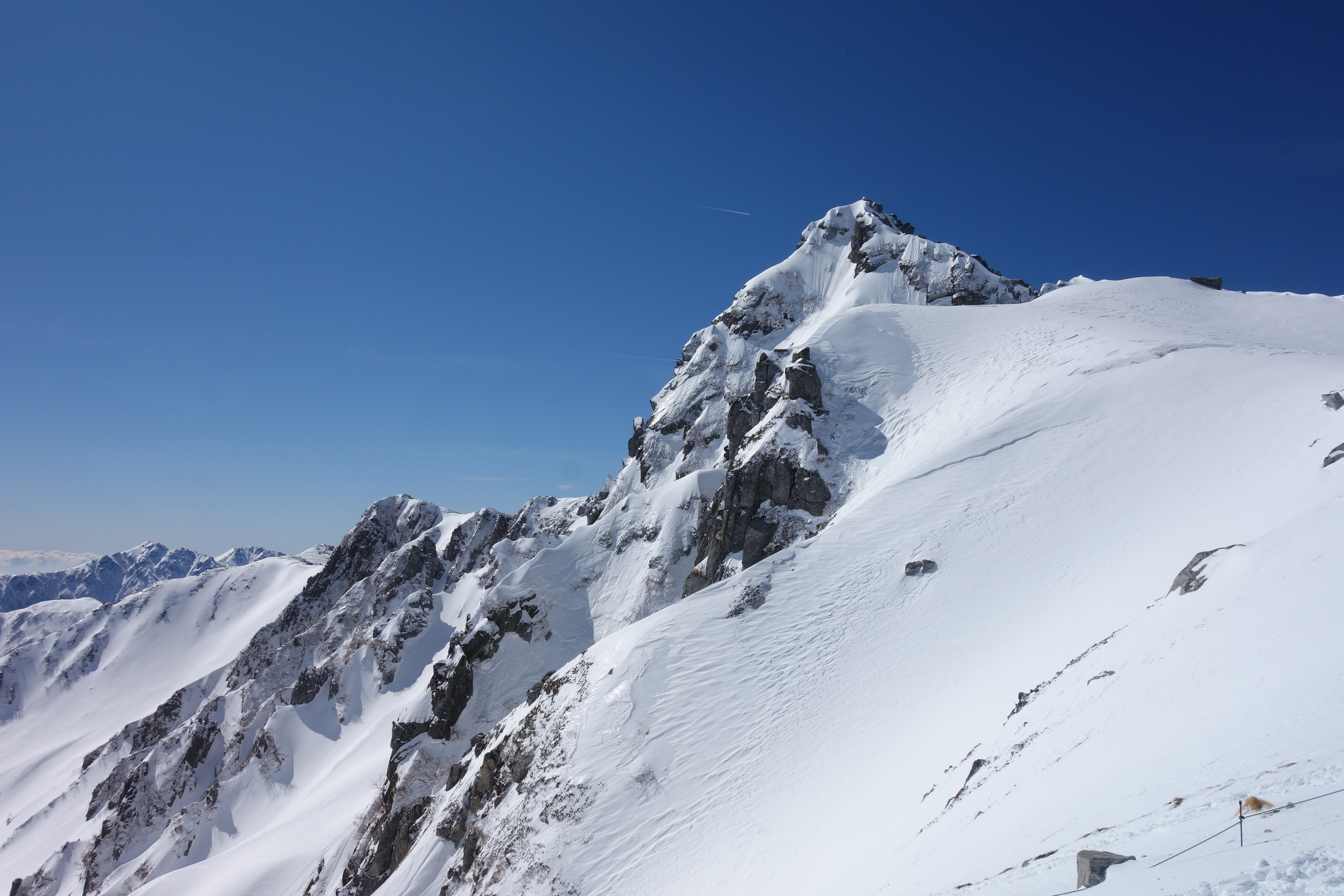
乗越浄土からの冬の宝剣岳

## テレビ番組
- 『花の百名山　宝剣岳　コバイケイソウ』　NHK衛星第2テレビジョン、1995年10月9日放送[10]
- 『週刊　日本の名峰　木曽駒ヶ岳』　NHKデジタル衛星ハイビジョン、2007年4月21日放送[11]
- 『山ガール急増中!!』　UP!（名古屋テレビ）2009年10月27日放送[12]

## 関連図書
- 『中央アルプスの山旅　地形・地質観察ガイド』飯田市美術博物館。
- 津野祐次『中央アルプスを歩く』山と溪谷社〈フルカラー特選ガイド〉、2000年3月、pp.65-69頁。ISBN 4635170748。
- 伊部高夫『長野県中信・南信日帰りの山―120山/188コース』章文館、2006年9月、pp.222-223頁。ISBN 4901742051。
- 『中央アルプス 御嶽山・白山』山と溪谷社〈ヤマケイ アルペンガイド11〉、2009年6月。ISBN 9784635013598。
- 日本山岳会東海支部『東海・北陸の200秀山 下(東海・信州編)』中日新聞社開発局出版開発部、2009年10月、pp.48-49頁。ISBN 9784806205999。
- 『改訂版 長野県の山』山と溪谷社〈新・分県登山ガイド〉、2010年1月、pp.116-118頁。ISBN 9784635023658。
- 『改訂新版　名古屋周辺の山』山と溪谷社〈週末登山コースの百科事典〉、2010年7月、pp.68-69頁。ISBN 9784635180177。